# Palmas, Aveyron
Palmas är en kommun i departementet Aveyron i regionen Occitanien i södra Frankrike. Kommunen ligger  i kantonen Laissac som ligger i arrondissementet Rodez. År 2018 hade Palmas 362 invånare.

## Befolkningsutveckling
Antalet invånare i kommunen Palmas
Referens: INSEE